# Honoriusfrage
Die Honoriusfrage oder der Honoriusstreit wurde ausgelöst durch die Verurteilung des Papstes Honorius I. als Häretiker durch das sechste ökumenische Konzil in Konstantinopel im Jahre 681 und führte seit dieser Zeit bis heute in der katholischen Kirche zu kontroversen Diskussionen.

## Vorgeschichte
Nachdem das Konzil von Chalcedon (451) im Streit zwischen den Monophysiten und den Nestorianern um die göttliche und menschliche Natur in Jesus Christus diesen als wahren Gott und wahren Menschen zugleich (und damit näher am Nestorianismus angelehnt) definiert hatte, führte dies einerseits zum Schisma zwischen der griechisch-römischen und den altorientalischen Kirchen. Andererseits wurde auch von orthodoxer Seite in der Folgezeit Widerspruch gegen die Beschlüsse des Konzils laut und es kam zu Vermittlungsversuchen mit den Monophysiten. Das von Kaiser Zenon gebilligte Henotikon des Patriarchen Akakios führte wiederum selbst zu dem sogenannten Akakianischen Schisma zwischen der römischen und der orthodoxen Kirche. Erst Kaiser Justinian I. (527–565) verhalf den Lehren von Chalzedon durch harte Maßnahmen auch im Osten wieder zur Geltung.
Anfang des 7. Jahrhunderts nahm Theodor von Pharan die Diskussion wieder auf und versuchte erneut, die Beschlüsse von Chalcedon mit der Einheit der Natur Christi zu verbinden; er wurde so zum Urheber der Lehren des Monotheletismus oder des Monenergismus. Auf dieser Grundlage versuchte Patriarch Sergios I. von Konstantinopel eine Versöhnung mit den Monophysiten. Gemeinsam mit Kaiser Herakleios strebte er eine Wiedervereinigung mit der orientalischen Kirche an. In Verhandlungen mit Kyros, dem Patriarchen von Alexandria, und Sophronios, später Patriarch von Jerusalem, einigte man sich auf einen sprachlichen Kompromiss. In einem Brief legte Sergios diese Einigung dem römischen Papst Honorius vor und bat ihn um eine Beurteilung.

## Der Briefwechsel zwischen Sergios und Papst Honorius
Der Brief des Sergios an Honorius schildert ausführlich das Zustandekommen des Kompromisses: Der Streit um zwei Willen oder eine Energie, die in Jesus Christus gewirkt hätten, wurde letztlich als überflüssiger Streit um Worte betrachtet. Man solle die Auseinandersetzung umgehen, indem weder die eine noch die andere Seite ihre Position verbindlich vorschreibt, und sich an die gewohnten Aussagen der Kirchenväter halten. Christus sei das fleischgewordene Wort Gottes. Ungeteilt gehe aus ihm göttliche und menschliche Energie hervor. Dies habe auch Papst Leo gelehrt. Zusammen mit den Abschriften weiterer Briefe zu dieser Frage bittet Sergios Honorius endlich darum, ihm seine Ansicht in der Sache schriftlich mitzuteilen.
Obwohl die Originale der zwei Antwortbriefe des Honorius während des sechsten ökumenischen Konzils von 681 verbrannt wurden, sind sie in den Akten des Konzils und dadurch in zahlreichen Hand- und Druckschriften erhalten. Verfasst wurden die Briefe nicht von Honorius selbst. Maximus Confessor und Anastasius Bibliothecarius berichten übereinstimmend, dass ein gewisser Abt Johannes den ersten Brief verfasst habe. Dass ein Diakon Sericus der Autor des zweiten Briefes war, steht in diesem selbst gleich zu Beginn. Beide Briefe wurden jedoch von Honorius bestätigt.
Honorius hält die Aussagen der Konzilsväter von Chalcedon und Papst Leos I. für endgültig und den Streit über die Begriffe der einen oder der zwei Energien für ein unnützes, wenn nicht gefährliches Ärgernis. Dennoch bekennt er in einem seiner Briefe an Sergios, in welchem er mit der Erläuterung seiner Lehre den Streit lösen möchte, nach einer Reihe von Bekenntnissen zu den christologischen Dogmen der ersten fünf ökumenischen Konzile, kirchenväterlicher Formulierungen und Bibelzitaten unmissverständlich die Lehre des Monotheletismus: Deshalb bekennen wir auch einen Willen des Herrn Jesus Christus, wofür er auch durch das folgende, sechste ökumenische Konzil auch anathematisiert wurde.
Nach Georg Kreuzer wollte Honorius diese Entscheidung nicht bewusst fällen; vielmehr sieht er in der unpräzisen und vagen Ausdrucksweise auch einen eklatanten Mangel an theologischer Bildung des Papstes, vor allem eine sehr geringe Vertrautheit mit der griechischen Theologie. Die stärkere Betonung des Willens in Christus gegenüber den Energien führte in der Folgezeit zu jahrzehntelangen Auseinandersetzungen zwischen den Anhängern des Monotheletismus und des Duotheletismus, die im sechsten ökumenischen Konzil – dem dritten in Konstantinopel – ihren endgültigen Abschluss fanden.

## Das sechste ökumenische Konzil
Dem Konzil, das am 7. November 680 im kaiserlichen Palast in Konstantinopel eröffnet wurde, ging ein Briefwechsel zwischen Kaiser Konstantin IV. und Papst Agatho voraus, in dem beide den Willen äußern, die Streitigkeiten zu beenden. Freilich lässt Agatho keinen Zweifel daran, dass die Patriarchen die Urheber der monotheletischen Lehre seien und dass diese Lehre abzulehnen sei. Er ernannte acht Legaten, die für die römische Kirche an dem Konzil teilnehmen sollten.
Schon in der ersten Sitzung wurden die Konstantinopolitaner von den Römern aufgefordert, Belege für die Lehre des einen Willens und der einen Energie vorzuweisen. Patriarch Makarios berief sich auf die Kirchenväter, die Synoden, auf Sergios und andere Patriarchen und neben Kyros auch auf Papst Honorius. Die folgenden Sitzungen befassten sich ausführlich mit Dokumenten, die die jeweiligen Seiten zur Bekräftigung ihrer Position vorlegten, mit Fälschungsvorwürfen, Vergleichen mit anderen Abschriften und Prüfungen. Nachdem sich in der achten Sitzung der Patriarch Georgios der Ansicht der römischen Kirche anschloss, war die wesentliche Entscheidung gefallen. In den folgenden Sitzungen wurden mehrere Anhänger der Ein-Willen- oder Ein-Energien-Lehre verurteilt und aus der Kirche ausgeschlossen.
In der 12. Sitzung am 20. März 681 wurden schließlich die Briefe zwischen Sergios und Honorius verlesen, die dann in der 13. Sitzung am 28. März 681 als häretisch verworfen wurden. Über Honorius selbst wurde geurteilt: Den ehemaligen Papst Honorius von Altrom stossen wir aus der heiligen Kirche Gottes aus und anathemisieren ihn, da wir feststellten, dass er in den Briefen, die er an Sergios richtete, in allem dessen Absicht folgte und dessen gottlose Lehren bestätigte.
Dieses Urteil wurde in der Schlusssitzung am 16. September 681 nochmals bekräftigt und die Lehre von zwei Willen und zwei Energien für orthodox erklärt. In einem Brief an den Papst wurde Agatho über die Beschlüsse informiert. Nachdem dieser jedoch Anfang des Jahres bereits verstorben war, erhielt erst sein Nachfolger, Papst Leo II., das Schreiben und stimmte seinerseits in einem Brief an Kaiser Konstantin den Ergebnissen des Konzils zu; ausdrücklich schließt er sich der Verurteilung des Honorius an.

## Die Behandlung der Honoriusfrage bis zum 19. Jahrhundert
Unmittelbar nach diesen Ereignissen begann die römische Kirche, die Verurteilung des Papstes Honorius zu verschleiern. Schon in der Vita Leos II. wurde Honorius zwar als auf dem Konzil Verurteilter erwähnt, jedoch nicht mehr als Papst bezeichnet. Diese Vorgehensweise findet sich ebenfalls im Liber Diurnus und wird von mehreren Verfassern kirchengeschichtlicher Werke des Mittelalters übernommen, so dass das Wissen um den Fall Honorius allmählich schwand. Humbert von Silva Candida erwähnt Honorius sogar in einer Schrift gegen die griechische Kirche als einen der Verurteilten des sechsten Konzils, nachdem er zuvor betont hatte, dass im Gegensatz zu den griechischen Patriarchen noch kein Papst geirrt habe. Andere mittelalterliche Schreiber halten Honorius für einen Antiochener Patriarchen oder kennen Honorius gar nicht mehr.
Erst nachdem Nikolaus von Kues und Torquemada die Diskussion über die Verurteilung des Honorius im 15. Jahrhundert wieder aufgegriffen hatten, begann vor allem mit Albert Pigge eine lange Reihe von Schriften, die den Fall eines häretischen Papstes entweder durch Fälschungen seitens der Griechen erklären wollten oder herausstellten, dass Honorius sein irriges Urteil als Privatperson gefällt habe und das Amt des Papstes dadurch nicht betroffen gewesen sei.

## Die Erklärung der Unfehlbarkeit des Papstes auf dem 1. Vatikanischen Konzil
Mit Karl Joseph von Hefele, Bischof von Rottenburg und Professor für Philosophie, Philologie und katholische Theologie in Tübingen, setzte sich Mitte des 19. Jahrhunderts erneut ein katholischer Geistlicher in mehreren Schriften intensiv mit der Honoriusfrage auseinander. Er unterschied die subjektive Rechtgläubigkeit des Honorius von der objektiven Häresie, die in seinen Briefen zum Ausdruck kam. Daher konnte er durch das sechste ökumenische Konzil zu Recht verurteilt werden.
Diese Auffassung Hefeles erlangte dadurch Brisanz, dass er Teilnehmer des 1. Vatikanischen Konzils war, auf dem Papst Pius IX. die Päpstliche Unfehlbarkeit zum Dogma erheben lassen wollte. Hefele gehörte von Anfang an zu einer Minderheit, die diese Definition der Unfehlbarkeit unter anderem aus historischen Gründen – darunter die Verurteilung des Honorius – ablehnten. In einer Rede am 17. Mai 1870 und mehreren anderen Schriften und Stellungnahmen sprach sich Hefele gegen die Dogmatisierung der Unfehlbarkeit aus, ohne jedoch die Mehrheit der Konzilsväter überzeugen zu können. Zusammen mit 54 weiteren Bischöfen verließ er das Konzil, bevor die Infallibilität des Papstes zum Glaubenssatz erklärt wurde, um nicht gegen den Papst stimmen zu müssen.
Mit der Erklärung der päpstlichen Unfehlbarkeit am 18. Juli 1870 wurde in der katholischen Kirche auch die Honoriusfrage als entschieden betrachtet.